# Tarzan of the Apes (novel·la)
Tarzan dels simis o Tarzan de les mones (Tarzan of the Apes) és una història de 1912 de l'escriptor nord-americà Edgar Rice Burroughs. Es va publicar per primera vegada a la revista The All-Story a partir d'octubre de 1912 abans de ser publicada com a novel·la el juny de 1914.
La història segueix les aventures del personatge principal Tarzan, des de la seva infantesa criat pels simis a la selva fins a les seves eventuals trobades amb altres humans i la societat occidental. Tan popular va ser el personatge que Burroughs va continuar la sèrie fins als anys quaranta amb dues dotzenes de seqüeles.
L'abril de 2012, abans del centenari de la novel·la, la Library of America va publicar una edició de tapa dura basada en la novel·la original de Burroughs, amb una introducció de Thomas Mallon.(ISBN 978-1-59853-164-0). Els estudiosos han assenyalat diversos temes importants a la novel·la: l'impacte de l'herència en el comportament; superioritat racial; civilització, especialment quan Tarzan lluita amb la seva identitat com a humà; sexualitat; i escapisme.

## Resum de la trama
John i Alice (Rutherford) Clayton, vescomte i Lady Greystoke d'Anglaterra, són abandonats a les selves costaneres occidentals de l'Àfrica equatorial el 1888. Temps després, neix el seu fill John Clayton II. Quan té un any, la seva mare mor, i poc després el seu pare és assassinat pel salvatge simi rei Kerchak. Aleshores, l'infant és adoptat pel mico femella Kala.
Clayton rep el nom de "Tarzan" ("Pell Blanca" en el llenguatge dels simis) i es va criar en desconeixement de la seva herència humana.
De nen, sentint-se alienat dels seus companys a causa de les seves diferències físiques, descobreix la cabana dels seus veritables pares, on s'assabenta per primera vegada d'altres com ell als seus llibres. Utilitzant manualitats bàsiques amb imatges, durant molts anys s'ensenya a llegir anglès, però no l'ha sentit mai, no el pot parlar.
En tornar d'una visita a la cabana, és atacat per un goril·la enorme al que aconsegueix matar amb el ganivet del seu pare, tot i que és terriblement ferit en la lluita. A mesura que creix, Tarzan es converteix en un hàbil caçador, excitant la gelosia de Kerchak, el líder dels simis, que finalment l'ataca. Tarzan mata Kerchak i ocupa el seu lloc com a "rei" dels simis.
Més tard, una tribu d'africans negres s'instal·la a la zona, i la mare adoptiva de Tarzan, Kala, és assassinada per un dels seus caçadors. Venjant-se de l'assassí, Tarzan comença una relació antagònica amb la tribu, assaltant el seu poble a la recerca d'armes i practicant-hi bromes cruels. Ells, al seu torn, el consideren un esperit maligne i intenten aplacar-lo.
Uns anys més tard, quan Tarzan té 21 anys, una nova expedició es deixa abandonada a la costa, inclosa la jove de 19 anys Jane Porter, la primera dona blanca que Tarzan ha vist mai. El cosí de Tarzan, William Cecil Clayton, usurpador inconscient de la finca anglesa ancestral de l'home simi, també es troba entre l'expedició. Tarzan espia els nouvinguts, els ajuda en secret i salva la Jane dels perills de la jungla.
Entre el grup hi ha l'oficial naval francès Paul D'Arnot. Mentre Tarzan rescata D'Arnot dels nadius, un vaixell de rescat recupera els nàufrags. D'Arnot ensenya a Tarzan a parlar francès i s'ofereix a portar Tarzan a la terra dels homes blancs on podria tornar a connectar amb la Jane. En el seu viatge, D'Arnot li ensenya a comportar-se entre els homes blancs. En els mesos següents, Tarzan també aprèn a parlar anglès.
Finalment, Tarzan viatja per trobar Jane a Wisconsin, als EUA, on la rescata d'un incendi. Tarzan s'assabenta de l'amarga notícia que s'ha compromès amb William Clayton. Mentrestant, les pistes de la cabana dels seus pares han permès a D'Arnot demostrar la veritable identitat de Tarzan com a John Clayton II, el comte de Greystoke. En lloc de reclamar la seva herència a William, Tarzan opta per ocultar i renunciar a la seva herència pel bé de la felicitat de Jane.

## Rerefons
Burroughs va anar a la deriva pels Estats Units fins als trenta-sis anys, amb disset carreres consecutives abans de publicar històries. Va treballar com a cavaller dels Estats Units, miner d'or a Oregon, vaquer a Idaho, policia de ferrocarril a Salt Lake City i propietari de diversos negocis fallits. Va decidir escriure la seva pròpia ficció pulp després d'haver estat decebut pel material de lectura que oferien els altres, i va treballar en aquesta capacitat durant quatre anys abans de la publicació de la seva primera novel·la, Tarzan of the Apes. Tarzan va aparèixer per primera vegada a The All-Story l'octubre de 1912. The All-Story la va publicar íntegrament per entregues, i es va publicar el 1914 com a novel·la.
Encara que de vegades es cita El llibre de la selva com una influència en el Tarzan of the Apes de Burroughs, va afirmar que la seva única inspiració era el mite romà de Ròmul i Rem. Rudyard Kipling va comentar que Burroughs "havia fet jazz sobre el motiu dels Llibres de la Selva i, m'imagino, va gaudir molt".

## Temes principals
La crítica literària recent se centra sovint en la identitat del protagonista homònim de Tarzan of the Apes. Estudiosos de la literatura, com Jeff Berglund, Mikko Tuhkanen, J. Michelle Coughlan, Bijana Oklopčić i Catherine Jurca han examinat els temes superposats de l'herència, la raça, el comportament civilitzat, la sexualitat i l'atractiu escapista de Tarzan. Els escriptors de la cultura popular, com Gore Vidal, subratllen sovint l'atractiu escapista de Tarzan.

### Herència
El mateix Burroughs va reconèixer la centralitat del tema de l'herència a la novel·la i el seu conflicte amb l'entorn. Segons el seu biògraf, John Taliaferro, va afirmar en un Writer's Digest , "M'interessava sobretot jugar amb la idea d'un concurs entre l'herència i el medi ambient. Amb aquest propòsit vaig triar un nadó d'una raça fortament marcada per característiques hereditàries de la classe més fina i noble, i en una edat a la qual no podia haver estat influenciat per l'associació amb criatures de la seva pròpia espècie, el vaig llançar a un entorn com diametralment oposat al que havia nascut, tal com jo podria concebre".
L'erudit Jeff Burglund s'adona que, tot i que Tarzan es va criar a la jungla lluny d'altres humans, es veu inexplicablement atret cap a la cabana dels seus pares i els objectes que hi troba. Al voltant de Jane descobreix una capacitat de comportament de cavaller malgrat que ningú li ho hagi ensenyat. Encara que les tribus africanes contra les quals lluita practiquen el canibalisme, de sobte sent repulsió quan es planteja menjar-se un dels homes africans que mata. Quan es nega a menjar-se l'africà, Burroughs presenta "l'instint hereditari" com el motiu. L'associació genètica de Tarzan amb la civilització occidental de classe alta condiciona les seves accions més que el seu entorn violent, i Berglund afirma que Tarzan podria representar l'estereotipat "descendent d'anglès" als països colonialitzats. La seva superioritat racial es manifesta a través del seu comportament perquè correlaciona amb els ideals de la civilització occidental, tant si tracta una dona amb educació com si no pot obligar-se a menjar-se un home africà.

### El racisme
Biljana Oklopčić destaca la representació de la raça a Tarzan of the Apes. Afirma que Tarzan representa l'oposició masculina i blanca a l'estereotip del "violador negre" que predominava al sud dels Estats Units en el moment de la seva publicació perquè el llenguatge amb què descriu els simis és paral·lel a la propaganda contra les persones d'ascendència africana.
De la mateixa manera, Catherine Jurca analitza Tarzan en lloc de tolerar la presència de persones d'altres races i classes a favor de preservar la seva pròpia cultura. La manera com Tarzan defensa el seu racó de civilització, la casa dels seus pares, dels “salvatges” que volen destruir-la, reflecteix una actitud americana de principis del segle xx; a mesura que els immigrants de pell més fosca inundaven el país, especialment les zones urbanes, els blancs nord-americans temien que la seva cultura fos destruïda pels nouvinguts que no l'entenen ni els importa, i van intentar protegir els suburbis de la mateixa manera que Tarzan intenta protegir la seva llar.
Tot i que els admiradors de Burroughs han intentat minimitzar les afirmacions de racisme o explicar que era un estereotip comú en el moment en què es va escriure el llibre, John Newsinger examina fins a quin punt Burroughs va descriure desfavorablement els personatges negres. Va escriure que Tarzan és la història de la "conquesta de l'home blanc del salvatgisme africà", on els africans nadius són retratats com a bruts als quals Tarzan gaudeix burlant-se i matant.

### Civilització
L'educació de Tarzan a la jungla i l'exposició eventual a la civilització occidental formen un altre tema comú en la crítica literària de la novel·la. Berglund assenyala que la capacitat de Tarzan per llegir i escriure el diferencia dels simis, els vilatans africans i els mariners de classe baixa de la novel·la, i culmina que Tarzan es reconegui com a humà per primera vegada; a més, es veu a si mateix com un home superior als altres diferents d'ell mateix. Jeff Berglund argumenta que aquesta constatació exemplifica la representació de la blancor i l'alfabetització de Burroughs com a fonamentals per a la civilització, ja que implica que el creixement de Tarzan en una persona perfectament civilitzada prové de la seva herència occidental i blanca i de la seva capacitat per llegir i escriure.
Tanmateix, Mikko Tuhkanen afirma que les qualitats aparentment civilitzades de Tarzan, com el seu interès per la lectura, amenacen la seva supervivència com a humà a la selva. Per a Tuhkanen, Tarzan representa la fluïdesa amb què els humans haurien de definir-se. Afirma: "[L']humà i el no humà es tornen grotescament indistinguibles" a la novel·la. Els humans confonen els simis amb altres humans, un simi intenta violar la Jane, Tarzan troba una mare subrogada quan crida com un simi, i ha d'actuar contra els seus instints humans saltant a una perillosa massa d'aigua per sobreviure a l'atac d'un lleó. Com que el comportament simiesc i humà es barregen, i perquè els hàbits civilitzats semblen amenaçar la supervivència humana, Tuhkanen afirma que els humans han de contradir les expectatives de la civilització pel que fa a les característiques dels humans. Per a Tuhkanen, la novel·la exemplifica l'"ètica queer", fomentant la "sexualitat perversa" juntament amb altres comportaments que la civilització occidental sovint desanimava.

### Escapisme
La majoria de les històries que Burroughs va escriure eren històries que ell mateix explicava. Segons Gore Vidal, quan Burroughs no estava satisfet amb la realitat, "es consolava amb un món interior on era fort i guapo, adorat per dones boniques i adorat per races exòtiques". La història va servir en la seva major part com una forma d'escapada masculina que va inspirar homes i nens. El personatge aventurer de Tarzan també va atraure al públic estatunidenc més ampli durant dècades com a mitjà poderós per escapar de la sensació d'avorriment i frustració que acompanya una societat confinada, i al desig nord-americà del segle XX de reconquerir una llar que semblava perduda. "Als ulls de l'home contemporani, amuntegat a les grans ciutats i frustrat per una civilització restrictiva, Tarzan era un símbol alegre del primitivisme, una afirmació de la vida, que dotava al lector d'un sentit prometeic del poder".

## Adaptacions

### Adaptacions cinematogràfiques
La novel·la de Burroughs ha estat la base de diverses pel·lícules. Les dues primeres van ser les pel·lícules mudes Tarzan of the Apes (1918) i The Romance of Tarzan (1918), ambdues protagonitzades per Elmo Lincoln com Tarzan, basades en la primera i la segona part de la novel·la, respectivament. La següent i més famosa adaptació va ser Tarzan the Ape Man (1932), protagonitzada per Johnny Weissmuller, que va protagonitzar 11 pel·lícules més de Tarzan. Lincoln va ser substituït per Weissmuller (com a actor); de la mateixa manera, Clayton va ser substituït per Harry Holt (el personatge de les pel·lícules). Va ser refet dues vegades, com Tarzan, the Ape Man (1959), amb Denny Miller, i Tarzan, l'home simi (1981), amb Miles O'Keeffe com Tarzan i Bo Derek com Jane.
La sèrie de 12 parts de 1935, The New Adventures of Tarzan, va ser protagonitzada per Herman Brix (més tard, "Bruce Bennett"). Aquesta es va produir simultàniament a les versions de Weissmuller.
Fins ara s'han fet quatre adaptacions cinematogràfiques més: Greystoke: la llegenda de Tarzan (1984), una pel·lícula protagonitzada per Christopher Lambert que és més fidel al llibre; Tarzan of the Apes (1999), una pel·lícula d'animació directe a vídeo; Tarzan (1999), una pel·lícula d'animació de Disney amb Tony Goldwyn com a veu original de Tarzan; i La llegenda de Tarzan (2016), una actualització més contextualitzada històricament protagonitzada per Alexander Skarsgård i Margot Robbie, així com per Christoph Waltz i Samuel L. Jackson, que encarnen personatges reals al Congo d'aquella època, el brutal capità belga Léon Rom i l'americà. El soldat de la Guerra Civil George Washington Williams, respectivament.
Diverses altres novel·les de Tarzan de Burroughs també s'han adaptat per a la pantalla. S'han realitzat nombroses pel·lícules de Tarzan sense cap connexió amb els seus escrits a part del personatge.

### Adaptacions còmiques
El llibre s'ha adaptat en forma de còmic en diverses ocasions, tant en tira còmica original de Tarzan com en format de comic book. La tira va començar amb l'adaptació de la història de Hal Foster. Les adaptacions notables en forma de còmic inclouen les de Gold Key Comics a Tarzan nº 155 (guió de Gaylord DuBois, art de Russ Manning), datat el setembre de 1966 (reimprès al núm. 178, datat l'octubre de 1969), DC Comics a Tarzan núm. 207-210, datada entre abril i juliol de 1972 (guió i dibuix de Joe Kubert), i Marvel a Tarzan Super Special núm. 1 (reimprès a Tarzan of the Apes nº 1-2, de juliol–agost de 1984). Probablement, la versió en còmic més prestigiosa, però, sigui l'adaptació del 1972 de l'il·lustrador i antic dibuixant de còmics de Tarzan Burne Hogarth de la primera meitat del llibre a la seva novel·la gràfica Tarzan of the Apes. Posteriorment, Hogarth va seguir amb una altra novel·la gràfica Jungle Tales of Tarzan (1976), que va adaptar quatre històries de la col·lecció de contes de Tarzan amb el mateix títol de Burroughs. Dynamite Entertainment va adaptar la història per als sis primers números de Lord of the Jungle, encara que de manera lliure; per exemple, la tribu caníbal va ser substituïda per un poble d'homes monos.

### Adaptacions radiofòniques
Tres sèries de ràdio antigues es van basar en el personatge de Tarzan. El mateix Burroughs va revisar cada guió de la sèrie 1932-1934 segons calia per a la precisió. Aquesta sèrie tenia la filla de Burroughs, Joan, en el paper de Jane.